# Movimento Nacional Socialista (Estados Unidos)
O Movimento Nacional Socialista (em inglês: National Socialist Movement, ou somente NSM) é um partido político neonazista operando nos Estados Unidos e ao redor do mundo. O grupo foi fundado em 1974 como o Movimento Nacional Socialista dos Trabalhadores Americanos para a Liberdade Nacional por Robert Brannen e Cliff Herrington, ex-membros do Partido Nazista Americano antes de seu declínio. O presidente do partido é Jeff Schoep, que ocupou essa posição desde 1994. O grupo afirma ser a maior e mais ativa organização nacional-socialista nos Estados Unidos. Embora às vezes classificado como um grupo de ódio, ele se refere a si mesmo como uma "organização branca dos direitos civis." Cada estado tem membros em grupos menores dentro de áreas conhecidas como "regiões". O partido tem encontros nacionais e encontros regionais menores. Dizem boatos de que esse é o partido que contém mais conexões com grupos supremacistas brancos de extrema-direita, como a Ku Klux Klan.